# Nossa Senhora da Luz (São Domingos)
Nossa Senhora da Luz es una freguesia caboverdiana del municipio de São Domingos.

## Geografía
La freguesia abarca parte de la isla de Santiago.

## Organización territorial
La freguesia contaba en 2010 con 4898 habitantes distribuidos en las entidades de población de:

### Localidades
- Achada Baleia
- Achada Lama
- Baía
- Cancelo
- Capela
- Chã de Coqueiro
- Dobe
- Milho Branco
- Moia Moia
- Portal
- Praia Baixo
- Praia Formosa
- Vale da Custa